# 福音音乐
福音音樂（英語：gospel music）是基督教音樂的一種流派。福音音樂的創作、表演、意義甚至定義都因文化和社會背景而異。福音音樂的組成和表演可以有很多目的，包括審美愉悅，宗教或儀式的目的，或作為市場的娛樂產品。福音音樂以人聲為主，並使用基督教歌詞大量搭配和聲。福音音樂可以追溯到17世紀初期，源於黑人口頭傳統。讚美詩和聖歌通常以呼喚和回應的方式表演，深受祖先非洲音樂的影響。大部分教堂都依靠拍掌和跺腳作為節奏。大部分音樂都是清唱。「福音歌曲」一詞首次在出版物中使用是在 1874 年。
早期的福音歌曲由喬治·弗雷德里·根，菲利普·布利斯，查爾斯·哈欽森·加布里埃爾，威廉·霍華德·杜恩和范妮·克羅斯比等作者創作和作曲。福音音樂出版社應運而生。20世紀20年代廣播電台的出現大大增加了福音音樂的聽眾。在二戰後，福音音樂進入大會堂;音樂廳，福音音樂會變得相當精緻。
可稱為當代最具代表性的曲目，大概是非《奇異恩典》莫屬了，作詞者是約翰·牛頓牧師 （页面存档备份，存于）（John Newton 1725-1807）生於英國倫敦，他一直在教會工作到81歲才退休，一生就像歌詞 （页面存档备份，存于）一樣，是它真實的寫照。这首赞美诗逐渐在美国黑人基督教社会流传，最初选用过20多种曲调，到1835年选用了歌曲《新不列颠》的曲调，流传至今天。